# Friedhof Pankow VII

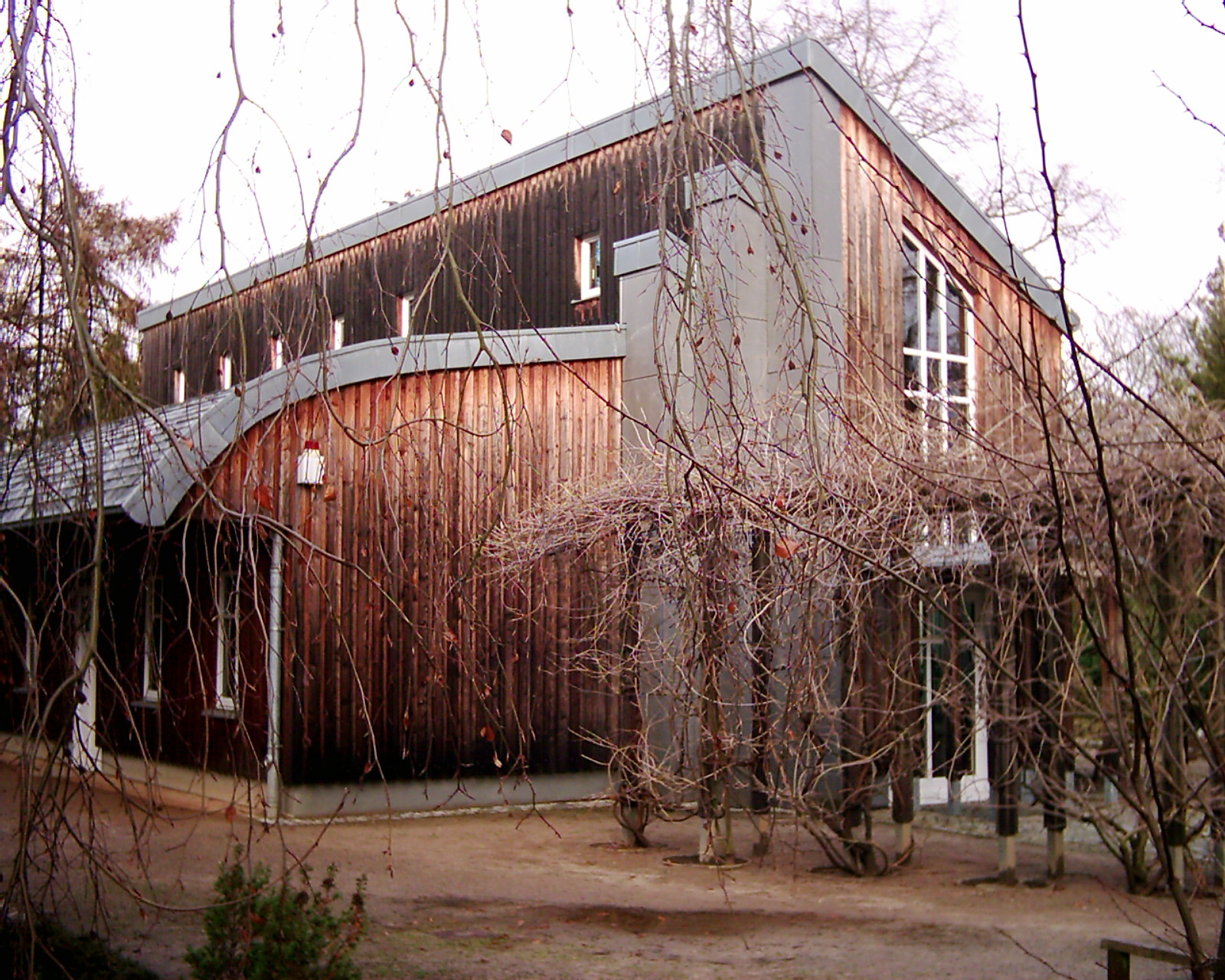
Feierhalle des landeseigenen Friedhofs Pankow VII

Der Friedhof Pankow VII (ⓘ) ist ein städtischer Friedhof im Berliner Ortsteil Rosenthal des Bezirks Pankow. Berliner Friedhöfe sind durch die historische Entwicklung der Stadt zahlreich und über das Stadtgebiet verteilt.  

## Lage
Der Friedhof liegt westlich der Uhlandstraße 54–56, in der Tiefe entlang der Bezirksgrenze nach Reinickendorf. Er ist wegen der regelmäßigen Anlage der Wege in der Kategorie Alleequartierfriedhof gelistet und hat Erholungswert. Die Friedhofsfläche beträgt 25.068 m². 

## Geschichte
Wilhelmsruh entstand, so wie Nordend, als Kolonie der Gemeinde Rosenthal. Der Gründung der Kolonie Wilhelmsruh stimmte die Gemeinde am 18. August 1893 zu. Damit war die Genehmigung für ein Friedhofsgrundstück 3000 Mark in Bar oder 4000 Mark in Hypotheken zu zahlen. Das genaue Datum für die Einrichtung des Friedhofes ist noch ungeklärt, die ersten Bestattungen fanden Anfang des 20. Jahrhunderts statt.

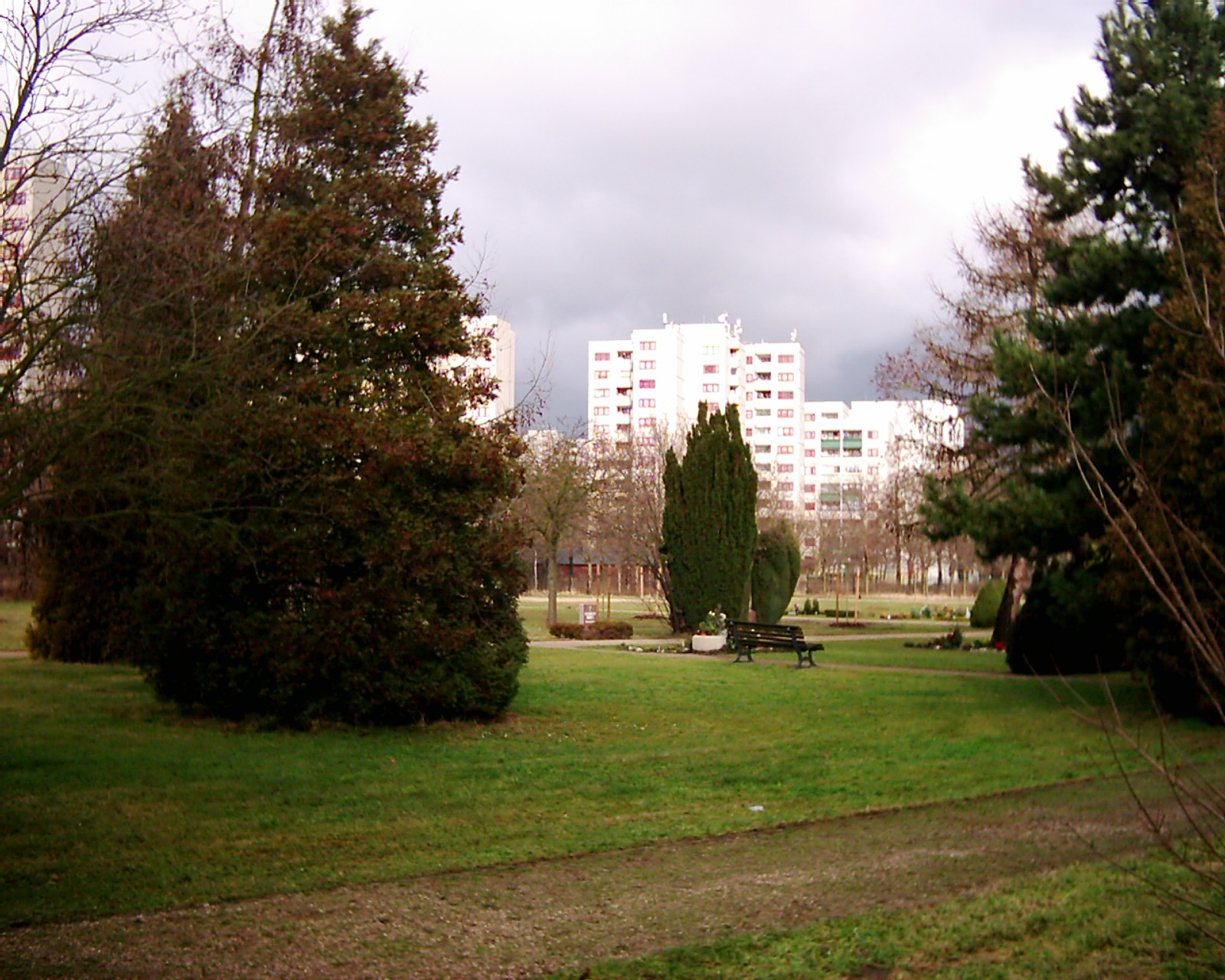
Die heutige Urnengemeinschaftsanlage befindet sich im Blickfeld der Hochhäuser des Märkischen Viertels, zwischen 1961 und 1989 verliefen hier die Grenzanlagen der Berliner Mauer

Durch seine Lage an der Bezirksgrenze zu Reinickendorf war der gesamte hintere Bereich für die Friedhofsnutzung durch die Grenzanlagen der Berliner Mauer und deren Vorraum eingeschränkt. Da die Berliner Mauer direkt auf das Friedhofsgelände reichte, kam es hier auch zu direkten Aktivitäten, die Grenzanlagen zu überwinden. Unterirdische Einrichtungen der Sicherungsleitungen finden sich noch heute.
1993 ist die vorhandene Trauerhalle durch Brandstiftung zerstört worden. Seit 1998 steht dafür ein Neubau, der sich durch seine Anlage auszeichnet. Die Trauernden verlassen die Halle über den Seitenausgang und begegnen so nicht den nächsten Wartenden.
Der „Wilhelmsruher Friedhof“ liegt im Ortsteil Rosenthal, da 2001 der ursprüngliche Ortsteil bei der Berliner Bezirksreform neu aufgeteilt wurde. Dieser Friedhof ist städtisch (folgt in Berlin der landeseigenen Satzung) und der als Rosenthaler Friedhof benannte ist eine Bestattungsfläche der evangelischen Gemeinde.

## Gräber und Personen

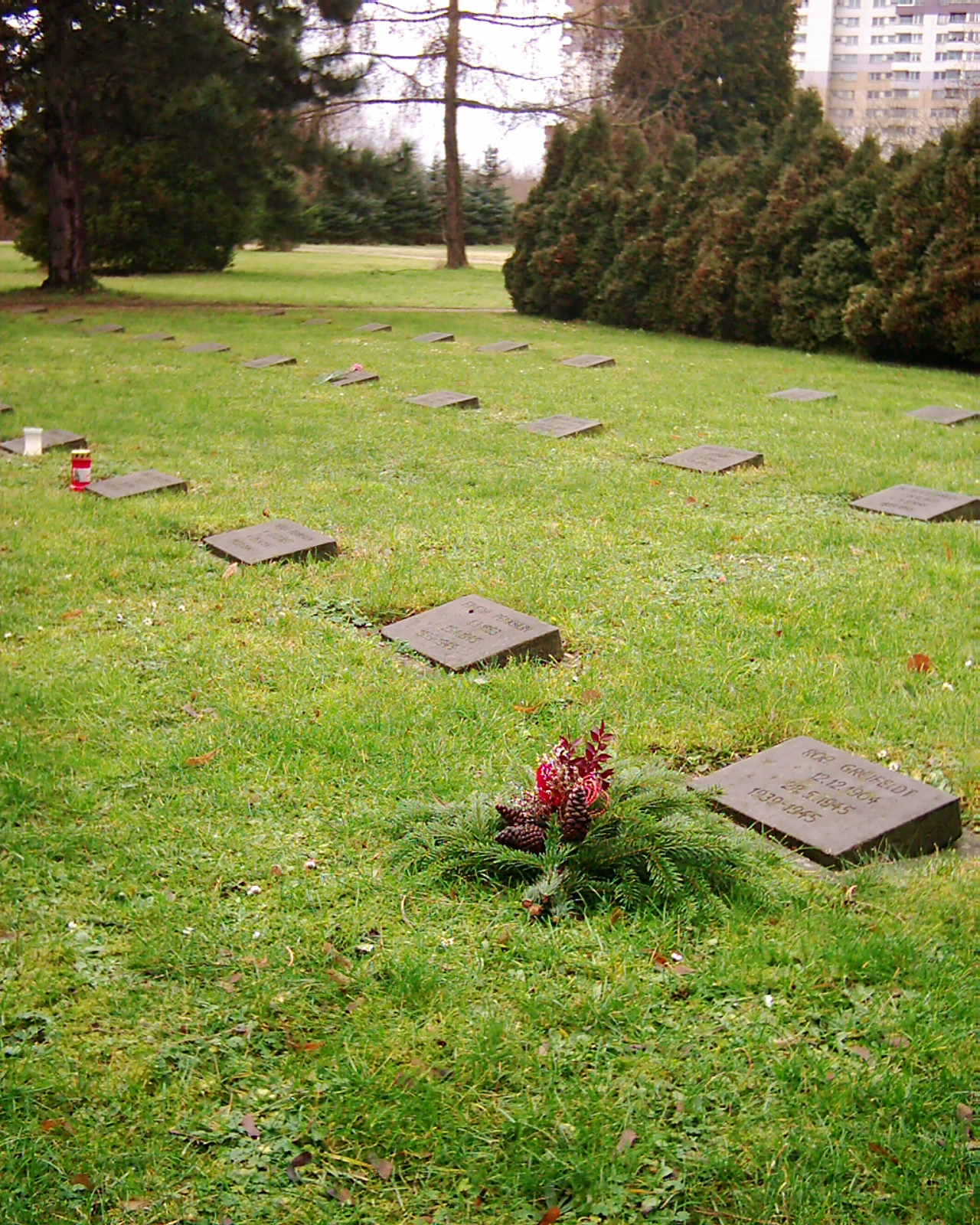
Der Ehrenhain für Kriegsopfer auf dem landeseigenen Friedhof Pankow VII

Der Friedhof hat eine geschlossene Anlage nach dem Berliner Gräbergesetz. Diese Einzelgrab-Anlage für 28 Opfer von Krieg und Gewalt befindet sich vom Eingang gesehen links hinter der Feierhalle, vor der UGA. Hier ruhen Bombenopfer und Kriegsverpflichtete aus dem Zweiten Weltkrieg. Die Einzelgräber sind durch Grabplatten aus Majolika markiert. Auf diesen Steinen sind Namen, Geburts- und Sterbedatum, sowie die Inschrift 1939–1945 mit einer eingelassenen Schrift vermerkt.
Die Grabstätten von Cäsar Horn (1914–1945) und Karl Müller (1904–1945) sind in der Berliner Landesdenkmalliste als Baudenkmal eingetragen.
Hier ruht die Entertainerin Helga Hahnemann (1937–1991) (in Abteilung 8U-7).